# Azov

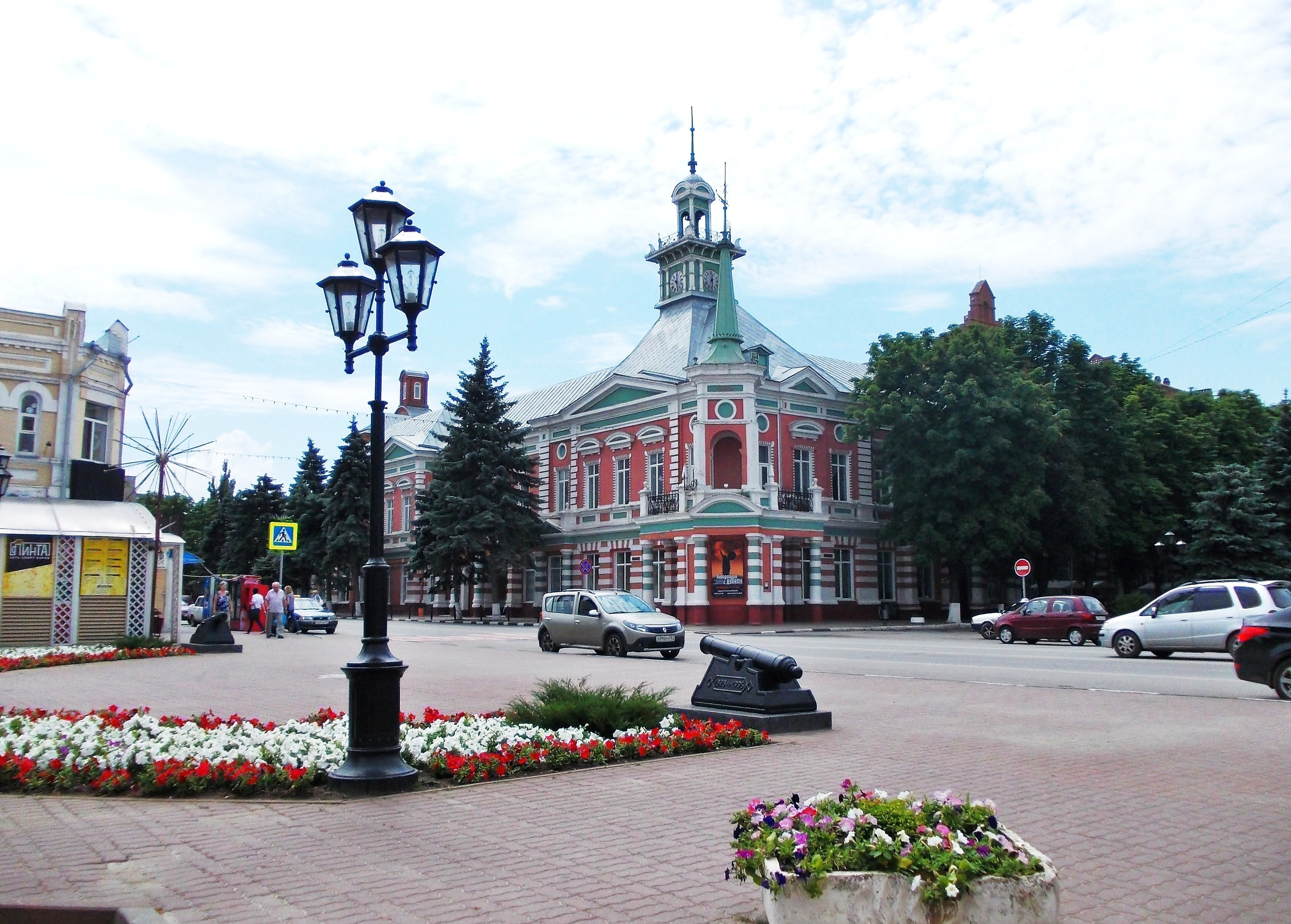
Azov.

Stadens vapen.

Azov (ryska Азов uttal (fil), i äldre tider hette staden Tana, Azak och Azak-Tana) är en stad som sedan 1708–1711 och därefter från 1774 har tillhört Ryssland. Staden är administrativt centrum i Azovdistriktet i Rostov oblast. Befolkningen i staden uppgick till 81 995 invånare i början av 2015.
Azov ligger vid floden Don, 7 kilometer innan dess utflöde i Taganrogviken i Azovska sjön. Staden har sedan urminnes tider intagit en viktig strategisk plats, vilket har haft stor inverkan på dess historia.